# Stereofoni

Piktogram för stereofoni, där de två svarta kvadraterna symboliserar två ljudkanaler eller högtalare

Stereofoni eller stereo, av grekiska stereos som betyder hård, fast, solid eller i sammansatta ord tredimensionell, rumslig, plastisk. Stereofoni är en metod som innebär att vanligtvis två olika elektriska signaler används vid ljudåtergivning. 4-kanalsstereo (ibland kallad kvadrofoni; se engelskans quadrophonic) var populärt på 70-talet och kunde vara diskret (CD-4-systemet för LP-skivor), matriserad (SQ, QS m.fl.) eller simulerad utifrån fasskillnaderna i en vanlig stereoupptagning, s.k. ambiofoni.
De matriserade versionerna behövde bara två lagrade kanaler från vilka man extraherade extrakanaler. Den enklaste matrisen ger vad som brukar kallas en ambiofonisk dekodning, medan mera avancerade varianter med styrbar gain för att maximera den statiska och dynamiska kanalseparationen kom fram först i biograferna (dolby stereo) och senare för hemmabruk i olika varianter. Mest kända idag är Dolby pro logic, circle surround och Dolby pro logic II. Dessa system liksom diskreta flerkanalssystem (5.1, 6.1, 7.1...) är mer kända under uttrycket surround.
Är signalen bara en, kallas det monofoni. Om det ger en flerdimensionell upplevelse kan man kalla tekniken stereofonisk. Det vanliga är dock att man skiljer mellan just stereo och mono, och menar att monofonin inte är stereofonisk, det vill säga förenklar stereobegreppet till att betyda antingen "registrering med horisontell riktverkan bevarad" eller helt enkelt "tvåkanalig".
Med ljudet i tvåkanalsstereo kan vi lokalisera ljudet i ljudbilden lateralt, men ingenting hindrar att även ljudled och höjd kodas. Det sker dock med andra mekanismer än bruk av vänster- och högerkanalbalansen i amplitud- eller tiddomän.
Vår hörsel använder flera sätt för att urskilja riktning hos ljudkällor:
- Skillnad i klangfärg, ljud med höga frekvenser (korta våglängder) böjs inte av runt föremål (i det här fallet vårt huvud) lika mycket som ljud med lägre frekvenser (längre våglängder). Därför kommer en ljudkälla som inte befinner sig mitt framför lyssnaren att uppfattas med mörkare klangfärg av ena örat.
- Ljudstyrka, ett öra som är vänt mot ljudkällan kommer att uppfatta den starkare än ett bortvänt öra, av samma skäl som ovan.
- Tidsskillnad, ljudets hastighet i luft är begränsad, därför anländer ljudet från en ljudkälla som inte befinner sig mitt framför lyssnaren lite senare till det ena örat än det andra.